# Suede
Suede (The London Suede în Statele Unite ale Americii) este o formație de rock alternativ înființată în Londra, ce a reprezentat una din bazele mișcării britpop din Anglia. Au devenit cunoscuți în formula Brett Anderson (voce), Bernard Butler (chitară), Mat Osman (bas) și Simon Gilbert (baterie). În anul 1992, Suede a fost descrisă drept „cea mai bună trupă debutantă din Marea Britanie”, atrăgând o doză considerabilă de atenție din partea presei muzicale britanice. În anul următor, albumul lor de debut, intitulat Suede, a devenit cel mai bine vândut album de debut în Marea Britanie în aproape o decadă, câștigând Premiul Muzical Mercury și consolidând britpopul ca gen muzical, deși solistul Brett Anderson a făcut eforturi să se distanțeze de această mișcare muzicală, pe care a caracterizat-o în 2019 drept naționalistă și misogină.  Următorul album, Dog Man Star, a reprezentat o distanțare de restul formațiilor de britpop. Cu toate că au rezultat în ceea ce este considerat adesea de critici drept cel mai bun album al formației, înregistrările la Dog Man Star au fost pline de momente dificile, culminând în plecarea chitaristului Bernard Butler, după repetate certuri cu solistul Brett Anderson și diverse neînțelegeri muzicale cu restul membrilor. Vânzările albumului au suferit ca urmare a acestor evenimente, însă acesta a fost primit cu entuziasm la lansare, și, cu timpul, a beneficiat de recenzii mai mult decât favorabile din partea criticilor de muzică.
În 1996, după cooptarea chitaristului Richard Oakes și, mai apoi, a clăparului Neil Codling, Suede s-a bucurat de un succes comercial sporit o dată cu lansarea celui de-al treilea album de studio, Coming Up. Albumul a urcat pe locul întâi în clasamentul din Marea Britanie, producând cinci extrase pe single care au intrat toate în top 10, și devenind cel mai bine vândut album Suede pe plan mondial. În 1997, Anderson a devenit dependent de cocaină și heroină. În ciuda problemelor din interiorul formației, cel de-al patrulea album, Head Music (1999), a izbutit să se claseze bine în topurile britanice. Albumul a beneficiat de o campanie de promovare agresivă, formația apărând în numeroase publicații cu ocazia lansării, însă părerile criticilor și ale fanilor deopotrivă au fost împărțite. Cel de-al cincilea album Suede, A New Morning (2002), primul după colapsul casei de discuri Nude Records, a fost dezamăgitor din punct de vedere comercial; ca urmare, formația s-a separat în 2003. După îndelungi speculații, Suede s-a reformat în anul 2010 pentru o serie de concerte, lansând trei ani mai târziu cel de-al șaselea album de studio, Bloodsports, care a beneficiat de recenzii pozitive. Cel de-al șaptelea album al formației, Night Thoughts, a fost lansat în 2016, reprezentând un succes și mai mare din punct de vedere critic și comercial decât predecesorul său. Albumul cu numărul opt, The Blue Hour, a fost lansat în septembrie 2018, și a devenit primul lor album după Head Music intrat în top cinci.

## Istorie

### Primii ani (1989-1991)

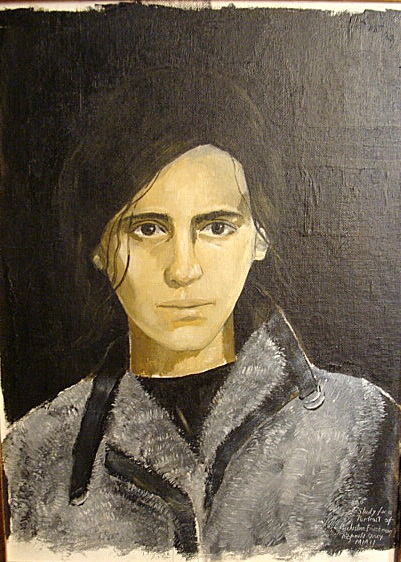
Portret al lui Justine Frischmann de Reginald Grey

Brett Anderson a cunoscut-o pe Justine Frischmann la „University College London” , unde erau amândoi studenți, și, la scurt timp după aceea, cei doi au devenit un cuplu. În anul 1989, ei au format o trupă împreună cu prietenul din copilărie al lui Anderson, Mat Osman, și au început să își petreacă ore întregi în fiecare zi cântând cover-uri după formații și interpreți precum The Beatles, The Smiths și David Bowie. Realizând că nici Anderson, nici Frischmann nu erau suficient de înzestrați pentru a prelua rolul chitaristului principal, cei trei au publicat un anunț în revista NME, în numărul din 28 octombrie 1989, cu următorul conținut: „Se caută tânăr chitarist pentru o formație din Londra. Smiths, Commotions, Bowie, PSB's. Nu obsedaților de tehnică. Unele lucruri sunt mai importante decât abilitatea. Sunați-l pe Brett.”. Anunțul a atras atenția lui Bernard Butler, pe atunci în vârstă de nouăsprezece ani, care s-a prezentat ulterior la o audiție, devenind membru în formație. La scurt timp după aceea, formația și-a ales numele Suede. În ciuda eforturilor lui Frischmann (care avea rol de impresar în acea perioadă), Suede s-a limitat inițial la concerte cu public restrâns în Camden Town.
Primul pas înainte în direcția ieșirii din anonimat a fost reprezentat de cel de-al doilea lor demo, Specially Suede, pe care formația l-a trimis în cadrul competiției Demo Clash, o emisiune radio în cadrul Greater London Radio, prezentată de DJ-ul Gary Crowley. Cântecul „Wonderful Sometimes” a câștigat Demo Clash cinci duminici la rând în anul 1990, ceea ce a adus trupei un contract cu o casă de discuri indie din Brighton, RML. Cântecul a apărut pe o compilație lansată pe casetă, în aprilie 1990; acesta a fost primul material oficial al formației.
După o serie de concerte în care au folosit un drum machine, membrii formației au decis să înceapă căutările pentru un toboșar. Inițial, ei au cântat împreună cu Justin Welch, care a plecat însă după șase săptămâni, alăturându-se trupei Spitfire. După plecarea lui Welch, formația a publicat un alt anunț în căutarea unui înlocuitor. Spre surprinderea lor, au primit un răspuns de la fostul toboșar al formației The Smiths, Mike Joyce. Joyce a refuzat însă în cele din urmă poziția, întrucât simțea că membrii Suede se aflau încă în căutarea identității trupei. Un alt motiv a fost că prezența sa într-o trupă ce avea trăsături comune cu The Smiths ar fi fost mai degrabă dăunătoare decât benefică. Joyce a participat totuși la înregistrarea a două piese, ce ar fi trebuit să fie lansate sub forma unui extras pe single, „Be My God”/„Art”, la casa de discuri RML Records. Nesatisfăcută de rezultat, formația a distrus majoritatea celor cinci sute de copii ale single-ului. În iunie 1990, Suede și-a întregit componența prin sosirea toboșarului Simon Gilbert, adus prin intermediul fostului lor impresar, Ricky Gervais. Ambii lucrau la University of London Union. După audiția unui demo, și realizarea faptului că formația avea nevoie de un baterist, Gilbert a solicitat o audiție.
În jurul anului 1991, Anderson și Frischmann se despărțiseră, iar Frischmann începuse să se întâlnească cu Damon Albarn, solistul formației Blur. Frischmann a sperat că formația va putea face față situației. Nu a fost însă cazul, lucrurile devenind din ce în ce mai tensionate. Bernard Butler își amintea: „Întârzia la repetiții și la un moment dat a dat cea mai proastă explicație pe care ar fi putut să o dea: „Am fost la o filmare a unui videoclip Blur.” Atunci s-a terminat cu adevărat. Cred că în următoarea zi chiar, Brett m-a sunat și mi-a spus 'Am dat-o afară.'” După plecarea lui Frischmann, dinamica formației s-a schimbat. „Dacă Justine nu ar fi plecat din trupă”, spunea și Anderson, „cred că nu am fi ajuns nicăieri. E vorba de o combinație de motivație personală și chimie bună care s-a ivit de abia după plecarea ei.” Anderson și Butler au devenit prieteni apropiați și au început să compună cântece noi. Atenția pe care o primeau continua însă să fie restrânsă, deoarece muzica pe care o făceau era diferită atât de cea a formațiilor londoneze contemporare cu ei, cât și de cea a formațiilor americane de grunge. „Pe toată durata anului 1990, tipii de la A&R nici nu s-au uitat de două ori măcar la noi”, își amintea Anderson.
Către sfârșitul anului 1991 și la începutul lui 1992, Suede a primit un număr de mențiuni favorabile în presă, beneficiind de timp alocat la spectacole găzduite de NME, la care participau figuri importante ale muzicii britanice, precum fostul solist The Smiths, Morrisey. În octombrie 1991, formația a avut un concert la ULU care a atras atenția presei; întâmplător, acel concert a fost ultimul cu Frischmann în componență. În public s-a aflat și John Mulvey de la NME, primul jurnalist care a scris despre Suede. Recenzia lui menționa următoarele: „Au avut farmec, agresivitate, și... dacă nu erotism, atunci ceva ușor periculos și incitant.”"

### Primele extrase pe single (1992)

Suede pe coperta revistei Melody Maker, aprilie 1992. De la stânga la dreapta: Simon Gilbert, Bernard Butler, Brett Anderson, Mat Osman

După ce a văzut formația cântând în cadrul unuia dintre spectacolele organizate de NME, Saul Galpern i-a contactat pe membri pentru a le propune să semneze cu casa lui de discuri, Nude Records. În cele din urmă, Suede a semnat un contract pentru suma de 3,132 lire în vederea producerii a două extrase pe single. Oferta primită de la Nude a făcut ca trupa să atragă atenția caselor de discuri Island Records și East West Records, care aveau de gând să le propună un contract de lungă durată. Suede a început să fie privită cu un interes crescând, formația apărând pe  coperta revistei Melody Maker care a prezentat-o cu titlul de „Suede: Cea mai bună trupă debutantă din Marea Britanie” („Suede: The Best New Band in Britain”), în ciuda faptului că la momentul respectiv nu lansase niciun extras pe single.
Primul extras pe single, „The Drowners”, a atras atenția prin contrastul puternic cu curentul Madchester, care deja începea să se stingă, și cu scena americană de grunge, ajutând Suede să dea startul, alături de formații precum Blur, Pulp și Elastica, „războiului cu America” (după cum se exprimau membrii Blur). Single-ul a avut un succes moderat, atingând locul 49 în UK Singles Chart în luna mai. Formația a fost ulterior contactată de Geffen Records, și, deși oferta lor era deosebit de atractivă (Galpern a descris-o drept „nebunească”), nu era unica. În septembrie 1992, Suede a lansat un nou extras pe single, „Metal Mickey”, care a urcat pe locul 17 în topuri, fiind de asemenea și unicul single Suede care a intrat în US Modern Rock Top 10, atingând locul 7. La scurt timp după lansarea „Metal Mickey”, Suede a semnat cu Nude/Sony. Galpern era hotărât să le asigure un contract pe termen lung, și a încheiat o înțelegere cu Sony în acest sens. Contractul a permis formației să controleze anumite aspecte din procesul creativ, precum coperțile discurilor pe care urma să le lanseze.
Anderson a devenit în curând celebru pentru controversele pe care le provoca, un exemplu fiind faimosul citat care a reapărut ulterior în presă în mod repetat de-a lungul anilor: „Sunt un bisexual ce nu a avut niciodată o experiență homosexuală.” În februarie 1993, Suede a lansat „Animal Nitrate”, care a devenit extrem de popular, urcând în top 10 în clasamente și asigurându-le o invitație pe ultima sută de metri la Brit Awards. Formația a șocat și sedus criticii și publicul deopotrivă, iar versurile cu încărcătură sexuală i-a transformat într-una dintre puținele trupe britanice de după The Smiths în privința căreia părerile erau atât de împărțite. Formația a fost comparată cu David Bowie, în ciuda faptului că nu suna ca nimic altceva din perioada aceea, și nu a trecut mult timp până să fie creditată cu inventarea unui nou gen muzical. Anderson își amintea: „Am fost mereu fascinat de suburbii, și îmi plăcea să strecor referințe mici și întortocheate legate de viața britanică din orașele mici în cântece. Asta a fost înainte de apariția termenului aceluia oribil de britpop.”

### Suede(1993)
vezi articolul Suede
În anul lansării albumului lor de debut, Suede era formația despre care se scria cel mai mult în Marea Britanie. Lansat pe 29 martie 1993, Suede a intrat în topurile britanice direct pe locul întâi, înregistrând cele mai mari vânzări ale unui album de debut de la Welcome to the Pleasuredome al celor de la Frankie Goes to Hollywood, album lansat cu o decadă înainte. Albumul a vândut peste 100.000 de copii în prima săptămână de la lansare, obținând discul de aur în a doua zi.
Denumit de către presă „cel mai așteptat album de debut de la Never Mind The Bollocks... al celor de la Sex Pistols încoace”, albumul a fost întâmpinat cu critici extrem de pozitive. Anderson a apărut în aprilie pe coperta revistei Select, care titra „Yankei, plecați acasă!” ("Yanks, go home!”); acesta a fost un eveniment considerat de mulți drept nașterea oficială a britpopului.
Popularitatea albumului Suede a dus la câștigarea Premiului Mercury, formația donând cele 25.000 de lire primite către Cancer Research. Acesta a fost singurul album lansat în Statele Unite ale Americii sub denumirea de Suede, și rămâne cel mai bine vândut album al lor acolo.
Ca urmare a succesului avut de album, formația a început un turneu în Europa, turneu ce s-a bucurat de atenție din partea MTV. În iulie, Suede a susținut un concert caritabil pentru Red Hot Organization în Londra, invitând-o pe Siouxsie Sioux să interpreteze o variantă a piesei lui Lou Reed, „Carolyne Says”, alături de Bernard Butler. Ulterior, în vara lui 1993, trupa a început pregătirile pentru un turneu american. Tot în această perioadă s-au ivit primele tensiuni între Butler și restul formației. În timpul primului turneu american, tensiunea a atins punctul culminant în Los Angeles, când Butler a dispărut în timpul unei probe de sunet. Concertul a continuat conform planului, însă Butler și restul de abia dacă și-au vorbit. Situația s-a înrăutățit în timpul celui de-al doilea turneu american, în principal datorită morții tatălui lui Butler, un eveniment care a forțat formația să anuleze concertele rămase. Butler era din ce în ce mai nesatisfăcut cu privire la comportamentul restului formației în această perioadă, devenind atât de înstrăinat de ei încât ajunsese să călătorească separat. În plus, succesul lor în America era limitat, ei ajungând să fie întrecuți în popularitate de The Cranberries (care le deschideau concertele la acea vreme), o formație care primea mai multă atenție din partea MTV. Au existat momente în care Butler părăsea pur și simplu scena în timp ce Suede cânta, rugând pe unul din membrii The Cranberries să cânte în locul lui.
Acestor probleme s-a adăugat procesul intentat de cântăreața americană Suede, care a obținut drepturile de utilizare ale acestui nume în America, forțând astfel trupa să își scoată albumele în SUA sub numele de The London Suede. Brett Anderson a fost nesatisfăcut de modificare, declarând: „The London Suede nu este numele pe care l-am ales eu pentru trupă, nu l-am schimbat cu plăcere, și nici nu am de gând să pretind asta.”

### „Stay Together”, plecarea lui Bernard Butler șiDog Man Star(1994-1995)
vezi articolul Dog Man Star

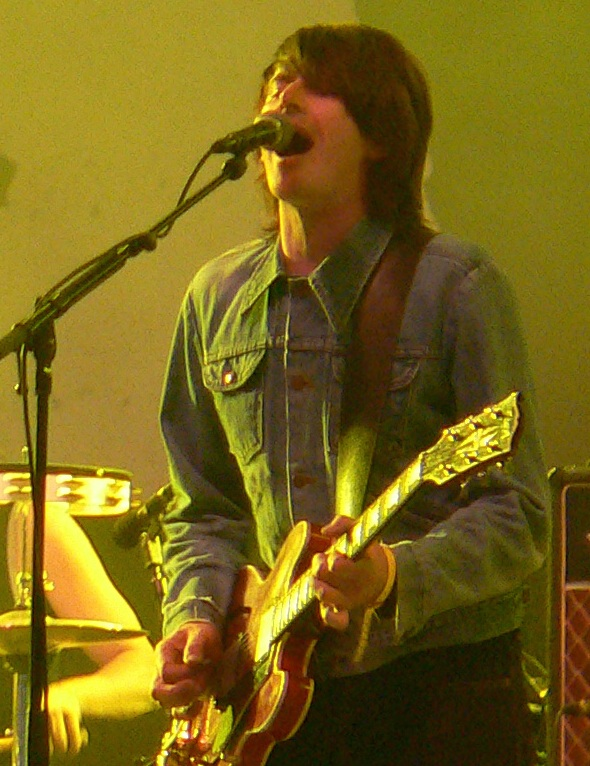
Bernard Butler (aici într-un concert cu The Tears din 2005) a părăsit Suede în 1994, în mare parte datorită tensiunii dintre el și Anderson, cu care a reluat legătura de abia în 2003.

În februarie 1994, Suede a lansat un extras pe single de sine stătător, „Stay Together”, care a devenit cântecul cu cel mai mare succes de până atunci, atingând locul trei în topul britanic. Single-ul a fost lansat alături de niște B-side-uri care s-au bucurat de asemenea de popularitate. Noul sunet abordat a creat însă fricțiuni în interiorul formației și a condus, în cele din urmă, la plecarea lui Butler. Ulterior, Brett Anderson avea să declare: „Nu cred că atenția primită de 'Stay Together' a fost justificată.”
În perioada imediat următoare lansării single-ului, Anderson s-a izolat și a început să scrie cântece pentru noul album Suede. Cam tot atunci, solistul a început să se distanțeze de mișcarea britpop, pe care mulți o considerau a fi inaugurată de el. Scena a început să fie dominată de trupe precum Oasis, Blur și Pulp, în timp ce Suede a luat o direcție mai experimentală și mai introvertită. Tensiunile din interiorul formației s-au amplificat în timpul înregistrării celui de-al doilea album de studio atunci când Butler l-a criticat pe Anderson în timpul unui interviu, declarând că lucra mult prea încet și că era mult prea preocupat cu faima de star rock. „Nu este deloc un muzician adevărat. E foarte dificil pentru el să se smulgă de orice depășește simplele principii de bază.”, a mai specificat Butler.
La momentul respectiv, Suede era considerată drept o trupă căreia nu îi era teamă să se desincronizeze de restul. Experimentele lor muzicale au dus însă în cele din urmă la despărțirea de Butler. Formația înregistra adesea cântece foarte lungi, iar Osman a mărturisit că el, Anderson și Gilbert credeau adesea că aceste piese nu erau altceva decât modalități prin care Butler încerca să îi enerveze. Anderson și-a amintit că Butler și restul trupei au înregistrat în mare parte separat. Chitaristul a sfârșit prin a se certa cu producătorul Ed Buller și a început să insiste în direcția concedierii acestuia, cerând ca locul producătorului să îi fie oferit lui, și oferindu-i în cele din urmă un ultimatum lui Anderson: ori Buller avea să fie concediat, ori el avea să părăsească Suede. La câteva zile după propria sa nuntă, Butler a revenit la studio, doar ca să descopere că nu îi mai era permis accesul; mai mult, chitările sale fuseseră scoase afară în stradă. Conform cărții lui John Harris ce documentează istoria britpopului, The Last Party, ultimele cuvinte ale lui Butler către Anderson au fost: „ești un ticălos nenorocit” ("you're a fucking cunt"). Butler a părăsit formația înainte de finalizarea albumului.

Ediția americană a albumului Dog Man Star. În stânga sus se observă scris The London Suede

În septembrie 1994, trupa a anunțat oficial despărțirea de Butler, și înlocuirea lui cu tânărul de numai șaptesprezece ani, Richard Oakes. Oakes citise în ziar despre plecarea lui Butler, și trimisese un demo pe adesa fanclubului formației, însoțit de o scrisoare în care preciza „Știu că vă pot fi de folos, aș reprezenta un plus de calitate.” „Asta le-a plăcut”, rememora Oakes câțiva ani mai târziu. „Nu le spuneam 'Vă rog să mă lăsați să cânt în Suede'. Le spuneam 'Luați-mă, e ofertă unică'.” Simon Gilbert a crezut inițial că demo-ul trimis de Oakes era un demo vechi Suede de care el uitase. Oakes și-a dat seama din timpul primei audiții că a fost acceptat, chiar dacă decizia oficială i-a fost comunicată de abia o săptămână mai târziu.
Prima apariție a lui Oakes într-un videoclip Suede s-a produs o dată cu lansarea „We Are the Pigs”, tot în septembrie. În luna următoare, mai precis pe 10 octombrie 1994, a apărut albumul Dog Man Star, care s-a bucurat de critici entuziaste, fiind considerat unul dintre cele mai bune albume ale anilor '90. Albumul a intrat direct pe locul 3 în topul britanic, însă a coborât destul de repede. Extrasele pe single nu au avut performanțe deosebite în topuri, însă sunt considerate, general vorbind, drept unele dintre cele mai reușite eforturi muzicale ale Suede, în special „The Wild Ones”, cântecul preferat al lui Brett Anderson, privit de mulți drept cea mai bună melodie scrisă de ei.
Nu după mult timp, Oakes a început să se implice în scrierea cântecelor, colaborând cu Anderson la cele două B-side-uri de pe single-ul „New Generation”: „Together” și „Bentswood Boys”. După terminarea turneului, ce a durat din 1994 până în 1995, Suede a luat o pauză pentru a începe lucrul la cel de-al treilea album de studio.

### Coming UpșiSci-Fi Lullabies(1996-1997)
vezi articolul Coming Up

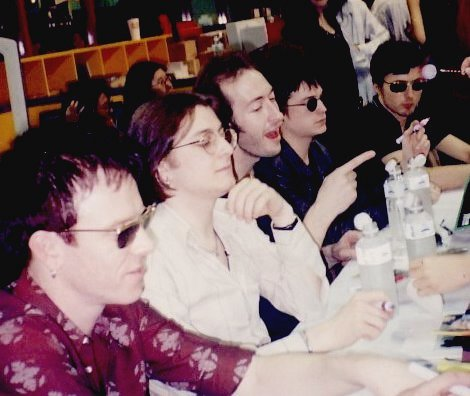
Formația Suede în Thailanda, în 1997. De la stânga la dreapta: Simon Gilbert, Richard Oakes, Mat Osman, Neil Codling, Brett Anderson

În ianuarie 1996, Suede a cooptat un nou membru, Neil Codling, care era văr cu Simon Gilbert, și care cânta la claviatură și la chitară. Prima sa apariție alături de formație a fost în cadrul unui concert organizat pentru membrii fanclubului oficial, la Hanover Grand, care s-a dovedit a fi una dintre cele mai importante apariții live ale trupei. Setlistul scurt, fără cântece din perioada lui Butler, a fost bine primit de critici: „...Un set care spune 'Nu e nevoie',” a scris Steve Sutherland în NME.
Pe 2 septembrie 1996, Suede a lansat cel de-al treilea album de studio, intitulat Coming Up. Referitor la acest album, solistul Brett Anderson declara că a simțit că celelalte două înregistrări sufereau în anumite părți de o obscuritate prea mare, drept urmare și-a dorit să scoată un album care să sune ca un Greatest Hits. Primul extras pe single, „Trash”, a devenit foarte popular, obținând locul trei în topurile britanice, exact ca „Stay Together”, și contribuind la transformarea albumului în cel mai de succes material al lor, comercial vorbind.
Albumul a produs cinci extrase pe single, care s-au clasat toate în top 10, și a fost extrem de popular în Europa, Asia și Canada, însă nu și în Statele Unite, în parte pentru că acolo a apărut cu un an mai târziu decât în Regatul Unit; în plus, turneul formației a trecut prin doar trei orașe americane. În ciuda acestui fapt, albumul a ajuns pe primul loc în topul britanic, devenind cel mai bine vândut material Suede. În timpul turneului, membrii formației s-au confruntat cu o situație neplăcută în Boston, când instrumentele le-au fost furate și au fost nevoiți să împrumute echipament și să transforme următorul concert în set acustic.
Pe 16 octombrie 1997, Suede a lansat compilația Sci-Fi Lullabies, un album dublu ce conținea 27 de B-side-uri, și care nu includea niciun cover, niciun instrumental și niciun remix. Albumul s-a clasat pe locul nouă în topul britanic, și a fost bine primit de critici, fiind considerat de unii drept cea mai consistentă colecție de cântece a lor. Formația a avut un spectacol exclusiv pentru fanii înscriși în fan-clubul lor oficial la sfârșitul anului 1997 la London's Forum, spectacol care s-a bucurat de un mare succes, determinând următorul comentariu din partea revistei Melody Maker: „Nicio altă trupă din lume nu ar putea să scape cu fața curată dacă ar interpreta un set compus exclusiv din B-side-uri”.

### Head Music(1998-2000)
vezi articolul Head Music
La momentul lansării compilației Sci-Fi Lullabies, mișcarea britpop începuse să piardă din popularitate, și Suede a luat decizia să se despartă de producătorul Ed Buller înainte de a începe lucrul la cel de-al patrulea album de studio, intitulat Head Music. Precedat de „Electricity”, unul dintre cele mai bine clasate extrase pe single din cariera Suede, albumul a generat reacții diametral opuse atât din partea criticilor, cât și din partea fanilor, cu toate că a propulsat din nou trupa pe locul întâi în topul britanic. Anderson a declarat că dorea să lanseze un album mai puțin emoțional decât precedentele, descriind Head Music, un material focalizat mai degrabă pe sintetizator decât pe chitară, drept cel mai experimental album de până atunci și precizând că schimbarea se datora în mare măsură producătorului, Steve Osborne (cunoscut pentru colaborările cu Happy Mondays și New Order).
Opiniile criticilor în privința Head Music au fost împărțite: unii l-au calificat drept având versuri lipsite de substanță, în timp ce alții erau de părere că reprezenta o nouă reinventare plină de succes a trupei.
Niciunul dintre celelalte trei extrase pe single lansate după „Electricity” nu a izbutit să intre în top 10. Mai mult, Anderson a început să fie criticat de către fani din cauza vocabularului considerat redundant și a temelor lirice nu prea variate. Piesa care a primit cea mai multă atenție și, implicit, cea mai aspră critică, a fost „Savoir Faire”. Unii critici au fost de părere că reacțiile împărțite la album și versurile nu foarte sofisticate erau o consecință directă a abuzului de droguri al lui Anderson, părere consolidată atunci când solistul a recunoscut mai târziu că a fost „dependent de crack ani întregi”. Discutând despre perioada de doi ani și jumătate în care s-a confruntat cu problemele legate de dependență, Anderson a declarat: „Oricine a încercat vreodată crack va ști de ce am început să iau. E cel mai înspăimântător drog din lume, pentru că efectele sale sunt atât de seducătoare. Am vrut să experimentez asta, și am făcut-o - în mod repetat.”
Suede a participat în calitate de cap de afiș la festivalurile Roskilde și V, în iulie, respectiv august 1999. În timpul anului 2000, au apărut primele speculații în presă legate de o posibilă despărțire a formației, speculații accentuate de absența lui Neil Codling din anumite concerte din cadrul turneului european. Anderson a negat zvonurile, insistând că starea de sănătate a lui Codling era bună și adăugând că toți erau nerăbdători să înregistreze noul material. Pe întreaga durată a lui 2000, Suede s-a retras în studio, apărând în cadrul unui singur concert, în Islanda, la Reykjavik, ocazie cu care a interpretat în premieră câteva piese ce aveau să apară pe următorul lor album.

### A New Morning(2001-2002)
vezi articolul A New Morning
La scurt timp după lansarea albumului Head Music, Nude Records și-a încetat existența. Ca mulți alți colegi de-ai lor, membrii Suede au sfârșit prin a semna un contract cu compania-mamă Sony în vederea înregistrării următorului lor album. Între două lansări, Suede a scris și înregistrat piesa „Simon” pentru coloana sonoră a filmului Far From China.
Al cincilea album de studio, A New Morning, a fost lansat pe 30 septembrie 2002 după o lungă și costisitoare perioadă de înregistrări, care a determinat plecarea din trupă a lui Neil Codling, ce suferea la acea vreme de sindrom de epuizare cronică. Codling a fost înlocuit de Alex Lee, fost membru al trupei Strangelove. Conform lui Anderson, titlul albumului se referea la „un nou început, o nouă trupă și o nouă atitudine” – solistul a mărturisit că fusese dependent de heroină și de cocaină de-a lungul anilor, ceea ce îi deteriora în mod evident sănătatea: „Singura relevanță pe care o mai au acum drogurile pentru mine este că acest album a fost inspirat de interdicția de a le lua. A fost primul album Suede care nu a fost scris sub influența drogurilor. Pentru mine a reprezentat un pas înainte.”
Deși formația a început lucrul la album cu Tony Hoffner în calitate de producător, A New Morning a fost în cele din urmă produs de Stephen Street, care mai lucrase cu The Smiths și Blur. În cei doi ani necesari pentru înregistrarea materialului, s-au folosit șapte studiouri de înregistrări diferite și patru producători, costurile finale fiind estimate la un milion de lire sterline. Cu toate acestea, albumul a fost o dezamăgire din punct de vedere comercial, nereușind să intre nici măcar în top 20, și în cele din urmă trupa a renunțat să-l mai lanseze în SUA. A New Morning a fost considerat un album bun de fanii trupei, însă reacția criticilor nu a fost prea entuziastă, iar interesul publicului larg cu privire la Suede dispăruse deja de mult. Numai două single-uri au fost lansate, „Positivity” și „Obsessions”, și niciunul nu s-a clasat prea bine în topuri. Anderson a fost la început încântat de „Positivity”, dar sentimentele sale aveau să se schimbe cu timpul. „Când l-am scris, inițial am crezut că era o capodoperă, dar am realizat curând că mulți oameni se simțeau sincer deranjați de el”, a spus el, adăugând „...Dacă un cântec poate distruge cu adevărat o formație, asta a făcut 'Positivity' cu Suede.”
De altfel, percepția lui Anderson cu privire la întregul album avea să se modifice radical de asemenea, la sfârșitul anului 2009 artistul declarând următoarele: „Am lansat un album Suede în plus. A New Morning este singurul album în care nu cred la fel de mult ca în celelalte albume Suede și am crezut în totalitate în primele patru, chiar și în Head Music, care a dezbinat fanii.”

### Despărțirea formației și proiectele adiționale (2003-2008)
În septembrie 2003, Suede a cântat timp de cinci nopți la Institutul de Artă Contemporană din Londra, dedicând cele cinci nopți albumelor lansate până atunci, și interpretându-le în ordine cronologică (un album în întregime pe noapte), cu B-side-uri și rarități drept bisuri. Pe 20 octombrie 2003, Suede a lansat a doua compilație din cariera lor, Singles, acompaniată de un nou extras pe single, „Attitude”, ce a urcat pe locul 14 în Marea Britanie. La momentul acela, formația începuse deja lucrul la un al șaselea album de studio, care ar fi trebuit să fie lansat după compilație. Anderson declara: „Majoritatea noilor cântece sunt mai agresive... decât cele de pe A New Morning”, specificând că albumul nu avea să sune deloc „ca vechile albume Suede.” Albumul planificat nu a mai văzut însă lumina zilei.
Pe 28 octombrie, după o performanță live la V Graham Norton cu scopul promovării compilației Singles, Anderson a luat decizia de a pune punct carierei cu Suede. Decizia a coincis cu lansarea biografiei trupei, Love and Poison, pe 3 noiembrie. Pe 5 noiembrie, formația a anunțat că nu vor mai exista alte proiecte sub numele Suede în viitorul apropiat. Pe site-ul oficial a apărut următoarea declarație: „Nu va mai apărea un nou album până ce formația nu va simți că a apărut momentul potrivit pentru a lansa unul”. Anderson a declarat cu această ocazie: „Decizia a fost bazată strict pe motive ce țin de creativitate. Au existat tot felul de speculații cu privire la vânzările albumelor și la poziționarea în topuri, dar ideea principală e că trebuie să fac orice pentru a-mi recăpăta demonul creativ. Ar trebui să știți cu toții că vom rămâne buni prieteni și că întrevăd posibilitatea de a lucra împreună iarăși în viitor.”
Ultimul lor concert la London's Astoria pe 13 decembrie 2003 a fost un maraton de două ore și jumătate, împărțit în două (plus bisurile) cu prima parte alcătuită din „cântece pe care vrem să le cântăm”. Anderson a anunțat atunci: „Vreau să știți cu toții. Va mai exista un alt album Suede. Dar nu încă.”
Pe 12 februarie 2004, formația a lansat compilația See You in the Next Life. Materialul, alcătuit în mare parte din demo-uri și remixuri, a fost limitat la 2.000 de copii, fiind destinat membrilor fan-clubului Suede.
Imediat după concertul de la Astoria, Brett Anderson i-a cerut managerului Suede, Charlie Charlton, numărul de telefon al fostului său coleg, Bernard Butler. Charlton l-a informat pe Butler să se aștepte la un telefon de la Anderson. Cei doi, care nu mai vorbiseră unul cu celălalt de la plecarea lui Butler din Suede, au fost văzuți bând împreună în Londra la doar patru zile după concertul de adio Suede. În 2004, cei doi au reapărut pe scena muzicală cu un nou proiect, intitulat The Tears. Un an mai târziu, The Tears au lansat albumul Here Come The Tears, care a fost bine primit de critici, însă a eșuat în a genera interes în afara bazei de fani Suede. Într-o recenzie se remarca faptul că materialul nu era foarte îndepărtat din punct de vedere calitativ de discurile scoase de Suede după plecarea lui Butler. Formația nu a mai activat din 2006. Anderson a lansat patru albume solo, care au generat păreri critice împărțite, cu posibila excepție a albumului Black Rainbows. Butler a lucrat ca producător, colaborând cu artiști precum Black Kids, Sons and Daughters, Duffy și Kate Nash.

### Reunirea formației șiBloodsports(2009-2013)
vezi articolul Bloodsports

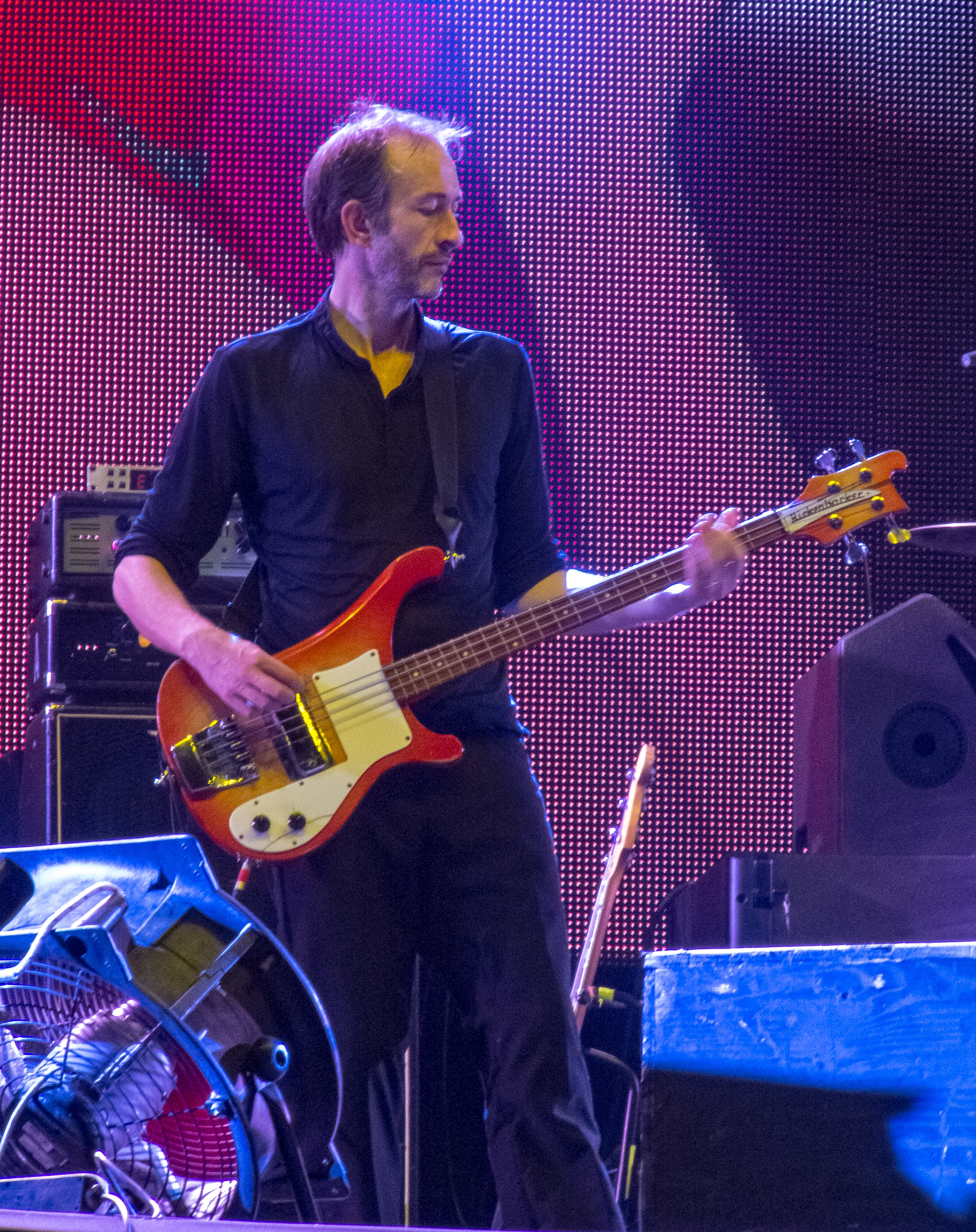
Mat Osman în concert cu Suede la Lokerse Festival, 2012.

Către finalul anului 2009, speculațiile legate de o posibilă revenire Suede erau atât de mari, încât un jurnalist a scris în recenzia celui de-al treilea album solo al lui Anderson: „Pregătiți-vă pentru o reunire Suede.” Anderson a insistat că păstra în continuare legătura cu foștii săi colegi și că nu excludea complet posibilitatea unei reuniri. Cu ocazia unui concert dat în cinstea aniversării Jack Daniel's, Anderson a admis: „Mi-ar plăcea să mai scot un album cu o formație, în cazul ultimelor mele albume nu am fost decât eu și pianul în studio. Nu pot spune dacă mă voi întoarce la Suede sau nu.”
După o perioadă în care zvonurile reunirii au persistat, Saul Galpern, șeful fostei case de discuri Nude Records, a anunțat oficial pe 15 ianuarie 2010 că Suede avea să cânte din nou. „Va fi un singur concert”, a explicat el. Formația urma să cânte la Royal Albert Hall, în Londra, în cadrul unui concert caritabil organizat de Teenage Cancer Trust, în formula Brett Anderson, Richard Oakes, Neil Codling, Mat Osman și Simon Gilbert. În ciuda faptului că reunirea trebuia să dureze o singură seară, Anderson a refuzat să confirme acest fapt atunci când a fost chestionat în acest sens de postul de radio german MotorFM. Trupa a programat ulterior două concerte „de încălzire” înaintea spectacolului de la Royal Albert Hall, unul la 100 Club, în Londra, celălalt la The Ritz, în Manchester. Cele trei concerte au fost foarte bine primite de critici, NME dedicându-le o recenzie favorabilă de două pagini.
În august, formația a cântat la Festivalul Skanderborg, în Danemarca, respectiv la Parkenfestivalen, în Bodø, Norvegia. În septembrie, Suede a anunțat lansarea compilației The Best of Suede pe 1 noiembrie 2010. Compilația, alcătuită de Anderson, consta în extrase pe single, diverse melodii de pe albume și B-side-uri. La scurt timp după lansare, Suede a organizat un mini-turneu european, de la sfârșitul lui noiembrie până în decembrie, trecând prin Spania, Franța, Belgia, Suedia, Olanda și Germania. Formația a încheiat turneul pe 7 decembrie la O2 Arena, în Londra. Membrii Suede au fost ulterior întrebați dacă aveau să producă material nou, și Anderson a răspuns: „În afara cazului în care am fi cu toții convinși că ar fi un album extraordinar, cred că mai degrabă am lăsa situația așa cum e. Nu e ca și cum suntem obligați să producem ceva în momentul acesta, trebuie să fie ceva special, acesta a fost întotdeauna criteriul nostru.”
Suede a continuat să aibă concerte și în 2011. După cel mai mare spectacol al formației organizat la O2 Arena în Londra, Anderson a confirmat că se planificau noi concerte. Formația a interpretat primele trei albume de studio, Suede, Dog Man Star și Coming Up la O2 Brixton Academy în Londra în serile de 19, 20 și 21 mai,, respectiv la Teatrul Olympia, în Dublin, pe 24, 25 și 26 mai.
Suede a participat la festivaluri peste tot pe glob, incluzând Festivalul Blackberry's Live & Rockin' pe 19 martie 2011, Festivalul Coachella pe 16 aprilie 2011 și Festivalul SOS 4.8 în Murcia, Spania, pe 7 mai 2011. Turneul lor a inclus și România, Suede concertând pentru prima oară pe 4 iunie 2011, în București, la Arenele Romane. Tot în iunie, ca urmare a succesului compilației apărute în 2010, formația a lansat ediții remasterizate și extinse ale tuturor celor cinci albume de studio lansate până atunci.
Suede a cântat ulterior la Festivalul Latitude, în Suffolk, pe 17 iulie 2011, și a avut o apariție și la Festivalul Berlin, pe 9 septembrie 2011, imediat după turneul ce avusese loc în Asia, început la sfârșitul lui iulie în Coreea de Sud în cadrul Festivalului de Rock Jisan Valley, și terminat la Festivalul Summer Sonic în Tokyo, Japonia, pe 14 august 2011.
Suede a trecut și prin Atena, pe 11 septembrie, încheind turneul în Rusia, pe 16 și 18 decembrie 2011, unde a interpretat câteva cântece noi: „Falling Planes”, „The Only”, „Someone Better”, „I Don't Know Why”, „Cold War”, „Future Nightmare” și „Sabotage”. Formația a început lucrul la un nou album în 2012, cu producătorul Ed Buller, ocazie cu care Anderson a declarat că dintre toate piesele interpretate în Rusia, numai „Sabotage” avea să apară pe album, adăugând: „nu vă atașați prea tare de vreunul din cântecele din Rusia, pentru că e puțin probabil să le mai audă vreodată cineva.”
Pe 7 ianuarie 2013, formația a anunțat oficial apariția celui de-al șaselea lor album de studio, Bloodsports, programată pentru luna martie a aceluiași an; anunțul a fost însoțit de lansarea piesei „Barriers”, care putea fi descărcată gratuit de către fani. Pe data de 4 februarie, Suede a lansat primul lor extras pe single după o pauză de aproape zece ani, intitulat „It Starts and Ends with You”. Albumul Bloodsports a fost bine primit de critici, bucurându-se de recenzii la fel de favorabile ca și predecesorul său din 1996, Coming Up.
Suede a început ulterior un turneu de promovare al albumului Bloodsports, turneu ce a trecut și prin România, formația concertând în august la Buftea, în cadrul festivalului Summer Well.

### Night Thoughts(2014-2016)
La finalul lui ianuarie 2014, Anderson a anunțat lucrul la un nou album, estimând ca dată de lansare 2015. Pe 30 martie 2014, Suede a concertat la Royal Albert Hall, interpretând în întregime albumul Dog Man Star, cu ocazia celei de-a douăzecea sa aniversări. Setul a fost completat de B-side-uri și alte extrase pe single cunoscute de pe alte albume, și întregit de un cântec nou, „I Don't Know How to Reach You". Dog Man Star a fost relansat în ediție limitată în octombrie 2014. Coming Up, albumul lor din 1996, avea de asemenea să fie relansat în ediție limitată în septembrie 2016.

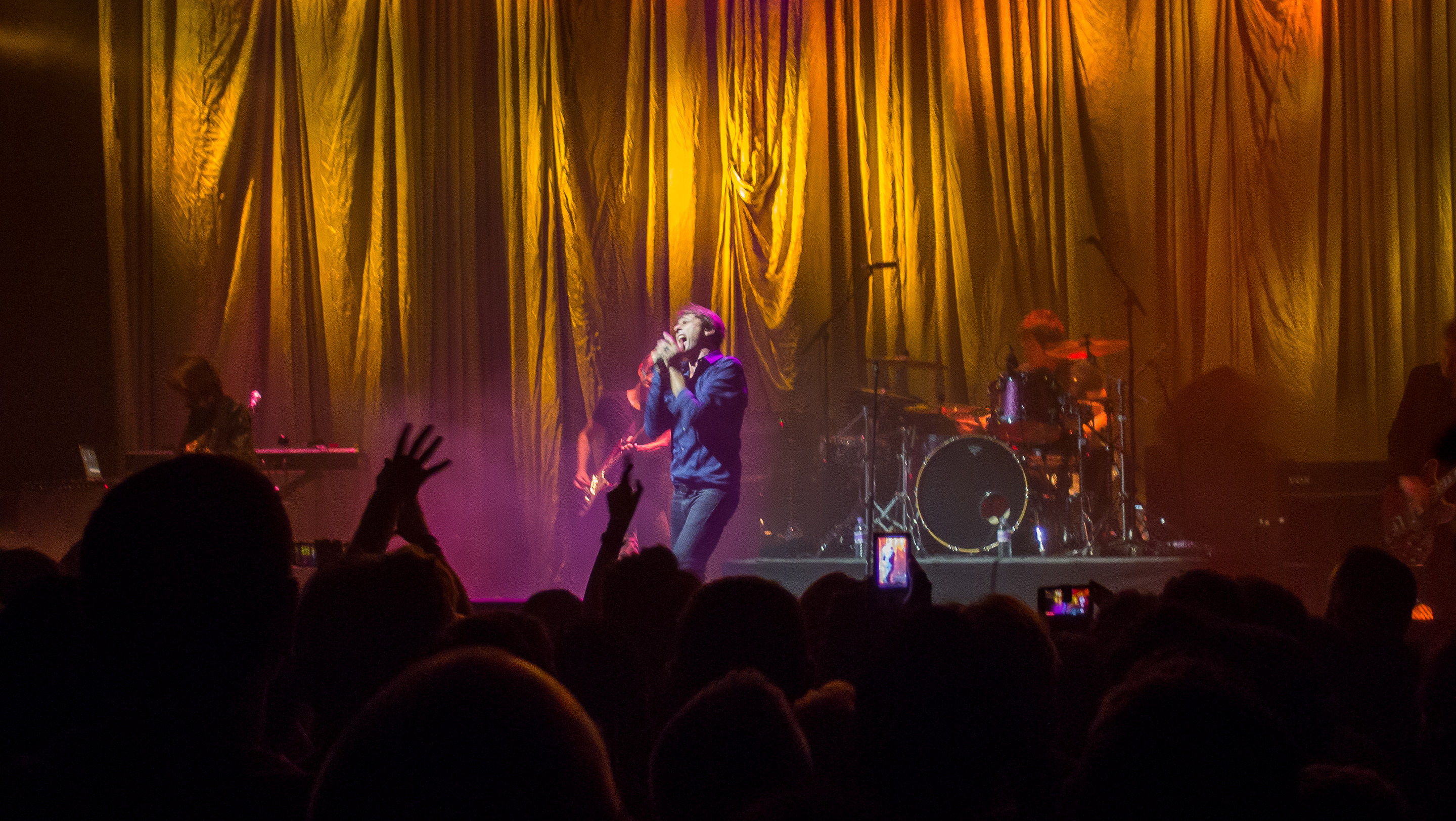
Suede în concert la London Roundhouse, 2015.

Pe 7 septembrie 2015, formația a anunțat că noul album, intitulat Night Thoughts, avea să fie lansat pe 22 ianuarie 2016, împreună cu un film în regia fotografului Roger Sargent. Pe 24 septembrie a fost lansat primul single de pe album, intitulat „Outsiders”. Suede a interpretat albumul în întregime pe 13 și 14 noiembrie la London Rondhouse. Albumul a fost lansat în format CD, pe DVD împreună cu filmul, și în ediție limitată (CD, DVD, carte). Anderson a fost de părere că, spre deosebire de albumele anterioare, formația a fost complet liberă în procesul de creație. Night Thoughts a fost bine primit atât de fani, cât și de critici, beneficiind de recenzii pozitive și mențiuni numeroase în presă cu ocazia lansării. Urmând succesul avut de Bloodsports, Night Thoughts a urcat până pe locul șase în topurile din Marea Britanie. Suede a promovat albumul printr-o serie de concerte în Marea Britanie și Europa.

### The Blue Hour(2018-2020)
Suede a anunțat lansarea celui de-al optulea album de studio în aprilie 2018. Intitulat The Blue Hour, și descris drept cea de-a treia și ultima parte din tripticul de albume creat începând cu reunirea din 2010 a formației, albumul a fost oficial lansat pe 21 septembrie 2018. Formația a susținut un turneu de promovare al albumului, care a început pe 29 septembrie la Berlin, și s-a încheiat pe 14 octombrie la Dublin.
Pe 5 iunie 2018, Suede a lansat primul extras pe single de pe album, „The Invisibles”, care a beneficiat și de videoclip. Albumul a beneficiat de recenzii majoritar pozitive și a devenit primul lor album care a atins poziția a cincea în topul britanic după Head Music.
În noiembrie 2018, formația a lansat un documentar intitulat Suede - The Insatiable Ones, în regia lui Mike Christie. Documentarul explorează suișurile și coborâșurile din cariera Suede, prezentând imagini și filmări inedite din arhiva trupei, precum și interviuri. A fost difuzat pe Sky Arts pe 24 noiembrie ca parte a unei „nopți Suede”, fiind însoțit de concertul de reunire al formației de la Royal Albert Hall, din 2010.
Pe 10 decembrie, formația a confirmat noi date de concert, ca parte a turneului lor din 2019.

### Autofiction(2020-prezent)
În noiembrie 2020, Suede a confirmat lucrul la un nou album pe pagina oficială de Facebook. În aceeași postare, formația a îndemnat fanii să contribuie cu voce pentru piesele noi. Pe 9 iulie 2021, Music Week a dezvăluit că Suede semnase un contract cu BMG în vederea lansării noului album, descris de Anderson într-un interviu cu BBC drept „neplăcut, brutal și scurt”.
Pe 23 mai 2022, după optsprezece luni de la confirmarea inițială, Suede a dezvăluit titlul noului album, Autofiction, și a stabilit data de lansare pentru 16 septembrie. Primul extras pe single, inspirat de mama decedată a lui Anderson, și denumit „She Still Leads Me On”, a fost interpretat în premieră în aceeași zi, la un concert din Bruxelles. Anderson a declarat: „Autofiction este discul nostru punk. Fără artificii. Doar noi cinci într-o cameră cu toate erorile expuse; formația expusă în toată harababura ei primordială. Autofiction are o prospețime naturală, e locul în care ne dorim să fim.”

## Importanța și influența pe plan muzical
O contribuție importantă adusă de Suede pe plan muzical constă în faptul că membrii formației au colaborat la formarea mișcării britpop, lucru care în cele din urmă a pus în umbră în ochii publicului celelalte realizări ale lor. Alexis Petridis a scris în 2005: „În zilele noastre, istoricii muzicii rock tind să zugrăvească succesul avut de Suede ca un fel de aperitiv servit înainte de sosirea cutremurătoare a principalului val de britpop.” Într-un articol apărut în The Guardian în februarie 1996, Caroline Sullivan a descris apariția Suede (pe vremea aceea o trupă fără contract) pe coperta revistei Melody Maker drept un moment crucial în istoria britpopului:
Suede a apărut pe coperta revistei Melody Maker înainte să fi lansat vreun disc... Expunerea aceasta le-a obținut un contract, a adus mai multe trupe similare în atenția publicului și a ajutat la crearea britpopului. A fost cel mai bun lucru ce s-a întâmplat în muzică timp de ani de zile,  și poate că nu s-ar fi întâmplat în absența acelei coperți cu Suede.
Anul imediat următor apariției în Melody Maker, Suede s-a bucurat de un val de apreciere din partea criticilor și a publicului. Era prima formație britanică de la destrămarea The Smiths care cauza atât de mult entuziasm doar prin lansarea a câtorva extrase pe single. Suede e privită de mulți ca fiind prima trupă britanică din noul val de rock alternativ al anilor '90 care a reușit să atingă succes comercial. Cu stilul glam rock și referințele muzicale legate de urbanismul britanic, Suede a pavat drumul către succes comercial pentru formații precum Blur și Pulp. Formația a fost esențială în aducerea unui plus de creativitate unei scene dominată de mișcarea Madchester, de grunge și shoegazing. The Independent notau într-un articol din martie 1993 că „Suede a fost privită cu mai mult entuziasm decât oricine altcineva de la The Smiths încoace, ba poate chiar de la The Sex Pistols. Recenziile sunt înflorite, poetice, pe jumătate înnebunite; exprimă încântarea aproape lascivă a unor jurnaliști dornici de ceva în care să își pună speranțele.” Eric Greif a declarat că Suede „a reinventat și reambalat glam-ul într-un mod creativ, și ce gură de aer proaspăt a reprezentat asta în opoziție cu grunge-ul monoton al acelei perioade.”
Laurii formației aveau să rămână întregi până în momentul plecării lui Butler, pe care presa a semnalat-o drept sfârșitul Suede (și posibil și al britpopului, cel puțin în forma sa originală). Pe măsură ce noi formații de rock soseau în scenă, cultura pop britanică începea să se orienteze către așa-numita lad culture, și aceeași critici care lăudaseră Suede se pregăteau acum să o desființeze. Un articol din 1996, apărut în ajunul lansării albumului Coming Up preciza următoarele: „Format în tiparul clasic al starului rock androgin, Anderson apare curios de anacronic într-o scenă britanică rock polarizată de laddishness-ul celor de la Oasis și suburbiana celor de la Blur și Pulp.” Într-un articol din 2007 din The Daily Telegraph, Bernadette McNulty a scris că în timp ce liderilor trupelor menționate „li se conferă un status omagial, Brett Anderson a devenit băiețelul pierdut al britpopului.” Din momentul încetării existenței mișcării britpop, la fel ca și în cazul multor alte trupe asociate cu ea, popularitatea Suede a scăzut drastic. În termenii folosiți de un jurnalist la despărțirea trupei, „Suede a alunecat din întruchiparea spiritului timpului într-o trupă cult de nișă.” În același articol, Anderson a discutat despre moștenirea lăsată de formație:
„Nu e în natura mea să privesc lucrurile cu amărăciune. E posibil să fi fost trecuți cu vederea într-o oarecare măsură, dar tot ce trebuie să faci e să asculți muzica. Ceea ce am lăsat noi în urma noastră vorbește de la sine.”, adăugând: „...Soarta ne-a oferit această șansă, și nu cred că am folosit-o foarte rău. Astăzi, muzica pare atât de respectabilă, atât de monotonă. Nimeni nu mai vrea să își pună pielea în joc, și cred că e mare păcat. Noi am făcut asta, ne-am lăsat amprenta.”
Christopher Owens, fostul lider al trupei californiene de indie pop, Girls, i-a menționat pe Suede, și în particular pe Brett Anderson ca influențe majore, stilul lui vocal fiind adesea comparat cu cel al lui Anderson. Kele Okereke, liderul formației londoneze Bloc Party, i-a citat pe Suede ca influență, adăugând că au fost prima trupă care l-a interesat și că Dog Man Star a fost primul său disc preferat.

## Membri
| Membri actuali - Brett Anderson - voce(1989–2003; 2010–prezent) - Mat Osman - chitară bas (1989–2003; 2010–prezent) - Simon Gilbert - baterie (1991–2003; 2010–prezent) - Richard Oakes - chitară, pian (1994–2003; 2010–prezent) - Neil Codling - clape, chitară (1996–2001; 2010–prezent) | Foști membri - Justine Frischmann - chitară (1989–1991) - Bernard Butler - chitară, pian (1989–1994) - Alex Lee - chitară, clape (2001–2003) |

## Activitate muzicală
vezi articolul Discografia Suede
- Suede (1993)
- Dog Man Star (1994)
- Coming Up (1996)
- Head Music (1999)
- A New Morning (2002)
- Bloodsports (2013)
- Night Thoughts (2016)
- The Blue Hour (2018)
- Autofiction (2022)
- Antidepressants (2025)